# 인간의 굴레
《인간의 굴레》는 1915년에 윌리엄 서머싯 몸이 쓴 소설이다.

## 줄거리
이 책은 9세 소년 필립 캐리의 어머니 헬렌 캐리의 죽음으로 시작된다. 필립은 내반족이었고 그의 아버지는 몇달전에 죽었다. 고아가 된 그는 숙모 루이자와 삼촌 윌리엄 캐리와 함께 살기 위해 저택으로 보내졌다.
루이자 숙모는 필립에게 어머니가 되려고하지만, 그의 삼촌은 그에게 쌀쌀맞게 대우한다. 필립의 삼촌은 방대한 책을 소유하고 있으며, 필립은 그의 평범한 존재를 피할 수 있는 방법을 찾기 위해 독서를 즐기고있다. 1년이 채 되지 않아서 필립은 기숙학교로 보내진다. 그의 삼촌과 숙모는 옥스퍼드에 마지막으로 다니기를 원한다. 필립은 장애와 민감한 성격 때문에 다른 학생과 잘 어울리지 못한다. 필립은 옥스퍼드에 대한 장학금을 받을 수 있다고 통보 받았는데, 그의 삼촌과 학교 교장이 현명한 길로 보지만 필립은 독일에 가야한다고 주장한다.